# Drugie powstanie malajskie
Drugie powstanie malajskie – konflikt zbrojny toczący się w latach 1968–1989 między rządowymi siłami bezpieczeństwa Malezji a komunistycznymi partyzantami z Armii Wyzwolenia Narodowego Malajów.
Przyczyną wojny była sytuacja polityczna po zakończeniu pierwszego powstania malajskiego, w rezultacie czego oddziały partyzanckie uczestniczące w walkach lat 50. przegrupowały się i rozpoczęły kolejną ofensywę antyrządową. Rozpoczęcie konfliktu zbiegło się z napięciami etnicznymi między Malajami a Chińczykami na Półwyspie Malajskim oraz z wojną wietnamską. Wojna zakończyła się 2 grudnia 1989 roku kiedy Komunistyczna Partia Malezji, będąca politycznym zwierzchnikiem rebeliantów, podpisała z rządem porozumienie pokojowe. Zawarcie pokoju zbiegło się z upadkiem bloku wschodniego. Odrębne powstanie zorganizowane przez siły komunistyczne trwało w stanie Sarawak (1960–1990) (powstanie w Sarawaku).

## Geneza
W 1948 roku siły związane z Malajską Partią Komunistyczną rozpoczęły nieudane powstanie skierowane przeciwko kolonialnym władzom Malajów. Cel sprzyjający rebeliantom został w zasadzie osiągnięty 31 sierpnia 1957 roku, gdy ogłoszono niepodległość Federacji Malajów, mimo to konflikt partyzancki trwał przez kolejne trzy lata. Po 1960 roku Armia Wyzwolenia Narodowego Malajów wycofała się wzdłuż południowej granicy Tajlandii, gdzie zorganizowała swoje obozy. Oddziały partyzanckie liczyły od 500 do 600 dobrze wyszkolonych partyzantów oraz około tysięczną grupą rezerwistów. Partyzanci opracowali również nowe techniki walki partyzanckiej, które były owocem obserwacji wojny wietnamskiej. Zdominowana przez ludność chińską partyzantka podjęła starania, aby pozyskać do organizacji większą liczbę rdzennych Malajów, co jednak odniosło tylko częściowe rezultaty. W ramach zwiększania atrakcyjności ruchu rebelianckiego dla Malajów utworzono podlegającą partii komunistycznej grupę o nazwie Partia Bractwa Islamskiego, która była odpowiedzialna za kolportaż materiałów propagandowych głoszących, że między islamem a komunizmem nie istnieją sprzeczności. W lipcu 1961 roku lider malajskich komunistów, Chin Peng przybył do Chin, gdzie spotkał się z jednym z tamtejszych przywódców. Deng Xiaopingiem zaproponował Pengowi rozpoczęcie drugiego powstania. Deng obiecał malajskim komunistom wsparcie dla powstania i przeznaczył 100 tysięcy dolarów na jego organizację. Peng zachęcony sukcesem wojny wietnamskiej zgodził się na ofertę Denga.

## Przebieg
1 czerwca 1968 roku Komenda Centralna Partii Komunistycznej wydała dyrektywę, w której podkreśliła gotowość do rozpoczęcia powstania. 17 czerwca 1968 roku w 20. rocznicę rozpoczęcia pierwszego powstania, rebelianci w Kroh–Betong zorganizowali zasadzkę przeciwko siłom bezpieczeństwa. Zasadzka okazała się sukcesem rebeliantów a w jej wyniku zginęło 17 funkcjonariuszy. Te wydarzenia zapoczątkowało drugie powstanie malajskie. W pierwszej fazie powstania rebelianci odnieśli znaczne sukcesy, a ich odważne akcje powodowały dotkliwe straty sił bezpieczeństwa. Sukcesy te były owocem ich długich przygotowań i szkoleń mających miejsce po okresie zakończenia pierwszej rebelii. Według Chin Penga, szeregi partii w okresie od 1967 do 1968 roku wzrosły do około tysięcy członków. Po zamieszkach rasowych z 13 maja, aktywiści komunistyczni pozyskali sporą grupę młodych Chińczyków którzy byli niezadowoleni z malajskich rządów kraju – dzięki temu liczba żołnierzy partyzantki wzrosła do 1600. Połowa z nich pochodziła z Malezji, reszta natomiast z południowej Tajlandii. Rebelianci w 1969 roku utworzyli tajną stację radiową znaną jako Suara Revolusi Rakyat (Głos Rewolucji Ludowej) która nadawała na obszar Malezji i Singapuru. Radiostacja nadawała z Hunanu w Chinach dzięki temu że Mao Zedong potajemnie wspierał maoistowskie ruchy partyzanckie w Azji Południowo-Wschodniej. Programy radia były transmitowane w trzech językach: chińskim, malajskim i tamilskim, później dzięki rekrutacji studentów (po tym gdy Oddział Specjalny Malezji oraz Departament Bezpieczeństwa Wewnętrznego Singapuru zaczął represjonować ruch studencki i uznawać go za komunistyczny) udało się też uruchomić programy w języku angielskim.
W 1969 roku rząd malezyjski rozpoczął tworzenie sił specjalnych mających zwalczać partyzantów. Za szkolenie grup odpowiedzialna była Wielka Brytania i Nowa Zelandia. W latach 70. wsparcie chińskie dla rebelii zostało wstrzymane ze względu na nawiązane stosunków dyplomatycznych Chin z Malezją w czerwcu 1974 roku. Również Demokratyczna Republika Wietnamu i Związek Socjalistycznych Republik Radzieckich przyjęły politykę nie angażowania się w rebelię malajską. W latach 70. siły rebelianckie znacznie osłabły na skutek wewnętrznego rozłamu i infiltracji przez agentów rządowych. Rywalizacja wewnątrz partii komunistycznej doprowadziła do powstania dwóch nowych grup: KPM – Marksistowsko-Leninowskiej i KPM – Frakcji Rewolucyjnej które rozpoczęły osobne kampanie rebelianckie przeciwko rządowi. Według CIA w 1976 roku było w Malezji 2700 aktywnych partyzantów, z czego 1700 było członkami grup podporządkowanych oryginalnej KPM a reszta członkami grup rozłamowych. Rząd Malajów wsparła Tajlandia, która prowadziła bezpośrednie walki z malajskimi rebeliantami. Inne wsparcie dla rządu prowadziła Nowa Zelandia i Wielka Brytania.
W 1988 roku kierownictwo KPM w północnej części Malezji zgodziło się na ofertę malezyjskiego rządu który zachęcił rebeliantów do wzięcia udziału w negocjacjach pokojowych. Rebeliantów do rozmów pokojowych od 1981 roku zachęcał również Deng Xiaoping. Gdy blok wschodni w Europie upadł, malajscy komuniści zaakceptowali to, że nie mają żadnych szans utworzenia rządu komunistycznego, tym bardziej, że ideologia ta przestała być tak atrakcyjna na skutek szybkiego rozwoju gospodarki kraju. 2 grudnia 1989 roku rząd Malezji i KPM dzięki negocjatorom Tajlandii podpisał porozumienie pokojowe. Zgodnie z umową lider insurekcji, Chin Peng mógł powrócić w rodzinne strony co jednak zostało zablokowane przez rząd. Peng zmarł w Bangkoku w Tajlandii w dniu 16 września 2013 roku i został poddany kremacji według obrzędu buddyjskiego, rząd odmówił jednak złożenia jego prochów w Malezji, co było życzeniem zmarłego.

## Powstanie na Sarawaku
Równocześnie z drugim powstaniem malajskim trwało odrębne powstanie. Miało ono miejsce na wyspie Borneo w stanie Sarawak i trwało od 1962 do 1990 roku.